# Holländskt fikonpäron
Holländskt fikonpäron är en päronsort. Trots namnet, är det en av de äldsta bevarade päronsorterna i Sverige.
Trädet blir gammalt och storväxt, även frukterna blir stora. Alla frukterna på trädet mognar i stort sett samtidigt, och blir snabbt övermogna. Frukterna drabbas lätt av en slags röta invändigt, vilket inte syns förrän frukten skurits itu. Av den sistnämnda orsaken anses frukten omöjlig att sälja. Dock anses frukten ha enastående egenskaper som hushållsfrukt, i de fall päronträdägaren själv förädlar produkten.
Citat, hämtat ur boken Hemkonservering Modern handbok i konservering av bär, frukt, grönsaker (upplaga 3, tryckt 1937) Göteborgs Litografiska Aktiebolag:

"Om till äventyrs i någon gammal trädgård finnes en sort, som kallas Holländskt fikonpäron, bör denna väl tillvaratagas och konserveras, ty det är ett av de bästa kompottpäron, som man gärna kan tänka sig."